# Diocesi di Nitra

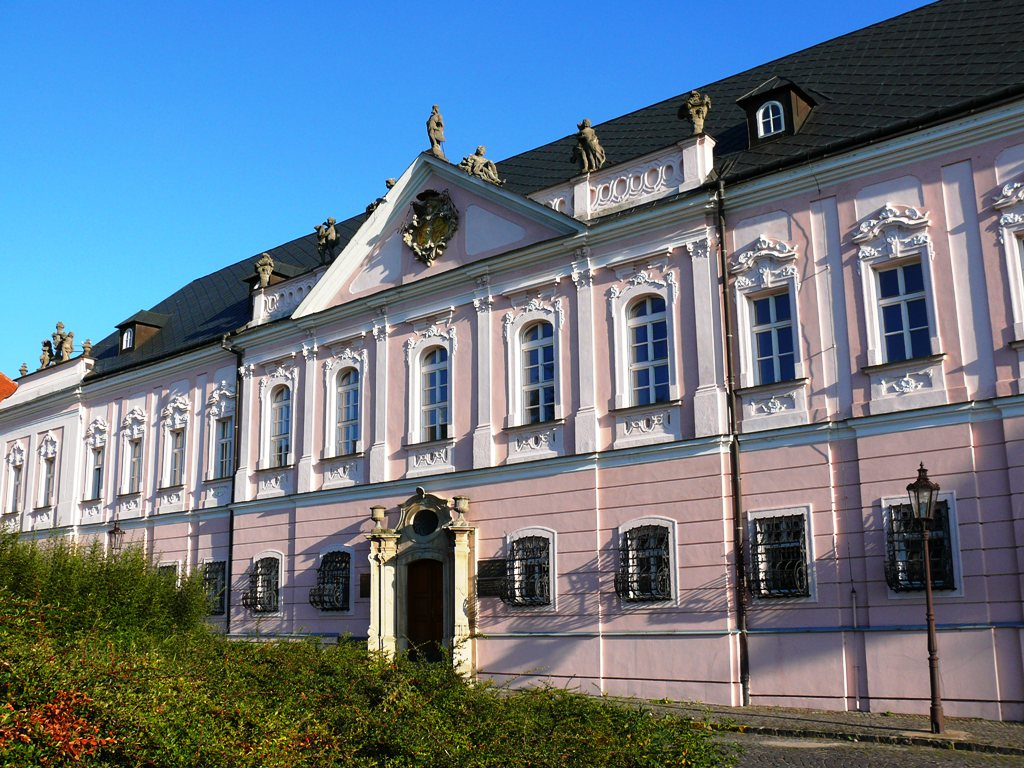
Il seminario maggiore di Nitra.

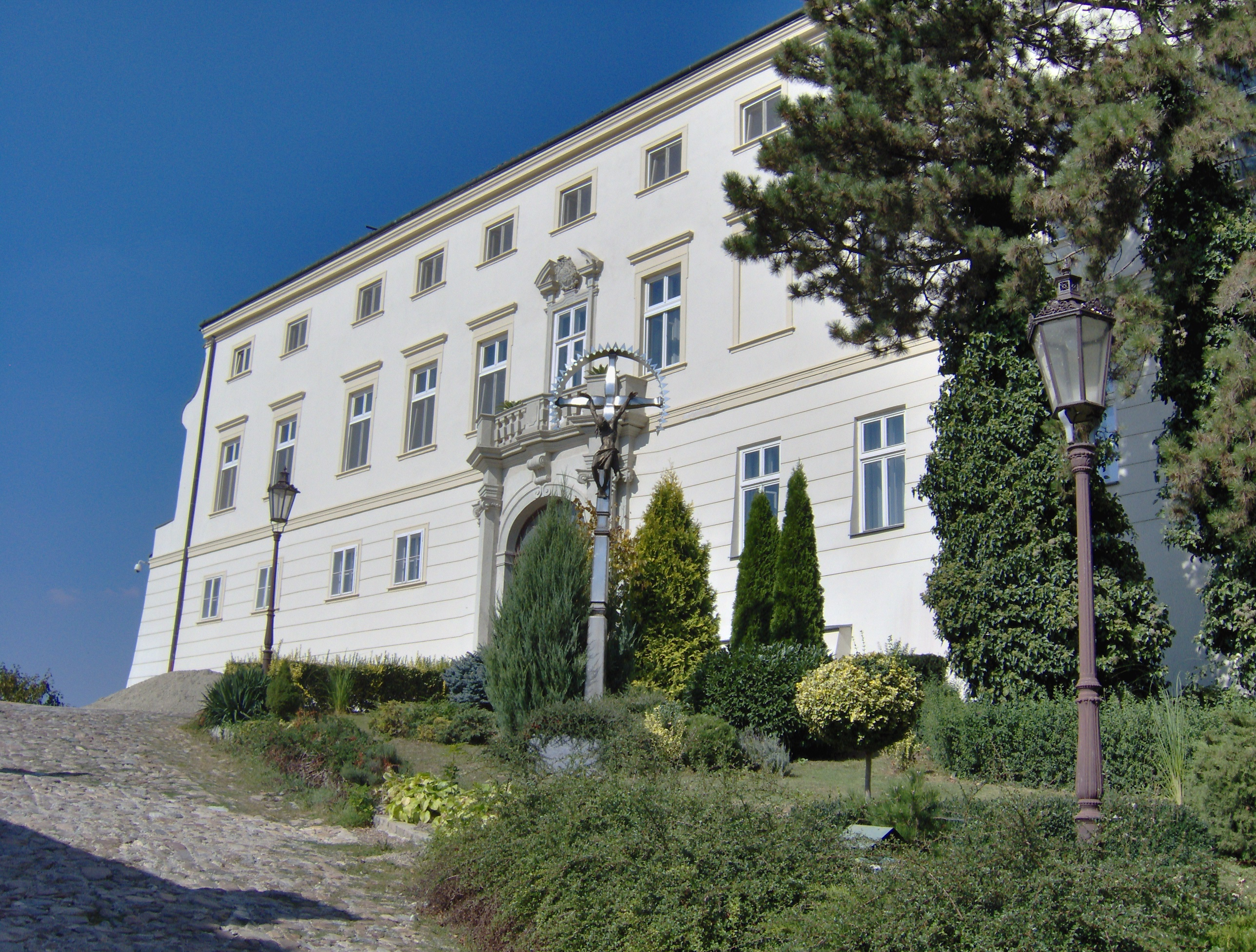
Il palazzo episcopale.

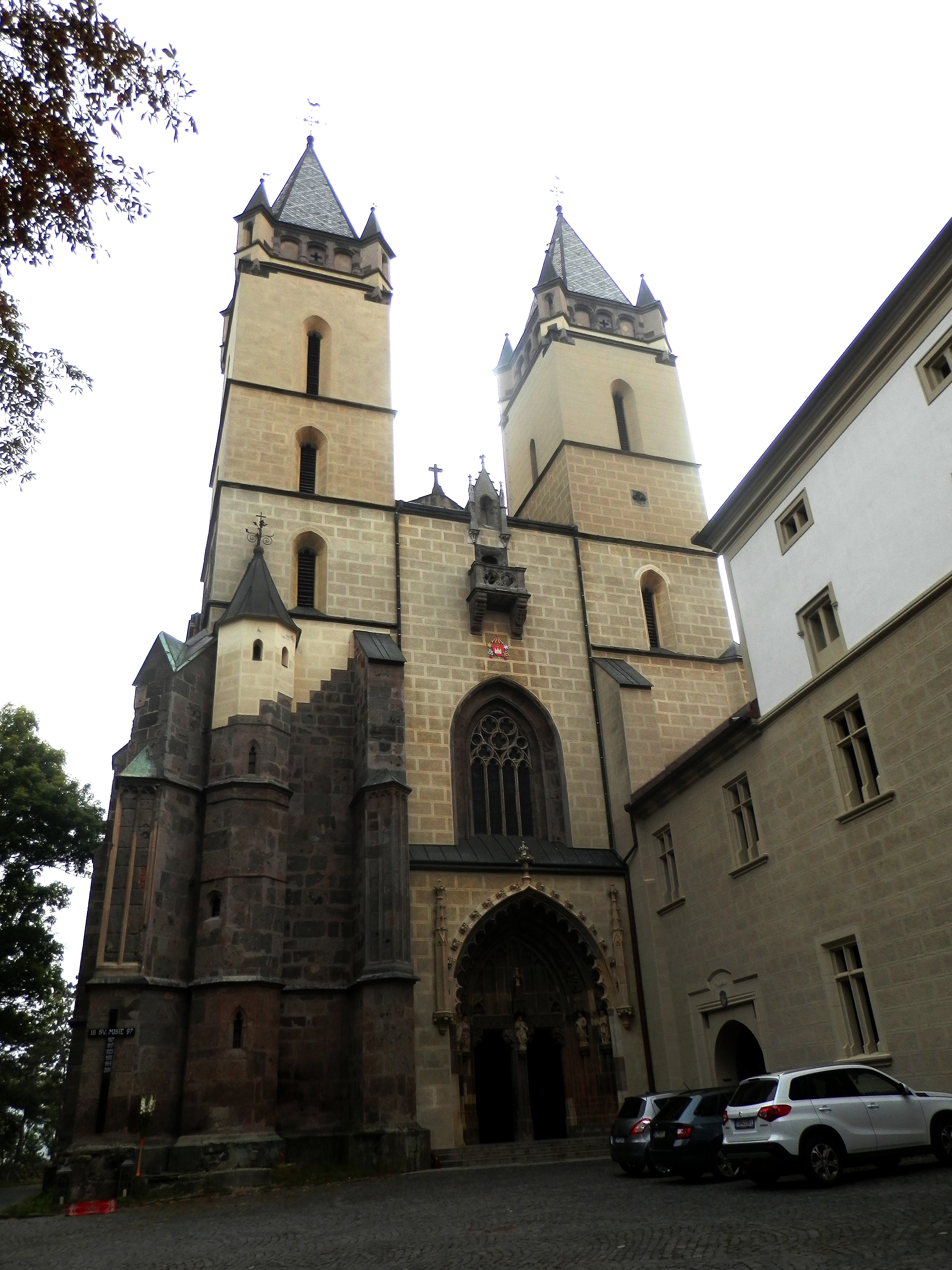
La basilica minore di San Benedetto nell'abbazia di Hronský Beňadik.

La diocesi di Nitra (in latino Dioecesis Nitriensis) è una sede della Chiesa cattolica in Slovacchia suffraganea dell'arcidiocesi di Bratislava. Nel 2023 contava 573.590 battezzati su 689.597 abitanti. È retta dal vescovo Viliam Judák.

## Territorio
La diocesi comprende la regione di Nitra ad eccezione dei distretti di Komárno, Šaľa e della parte orientale del distretto di Levice; il distretto di Bánovce nad Bebravou e parte del distretto di Trenčín con la città capoluogo nella regione di Trenčín.
Sede vescovile è la città di Nitra, dove si trova la cattedrale di Sant'Emmerano. Nel Museo diocesano ospitato nel castello di Nitra è custodito il Codice di Nitra, evangeliario latino risalente al 1083, il più antico manoscritto conservato in Slovacchia, proveniente dall'abbazia di Hronský Beňadik, l'unica basilica minore della diocesi, oltre alla cattedrale.
Il territorio è suddiviso in 196 parrocchie, raggruppate in 17 decanati.

## Storia
La diocesi fu eretta nel giugno dell'880 da papa Giovanni VIII con la bolla Industriae tuae
In origine questa sede era parte di un progetto missionario della Santa Sede esteso a tutta la Pannonia, dove erano presenti diversi stati slavi tra cui la Grande Moravia di Svatopluk e di Rastislav e il principato del Balaton di Kocel. A capo di questa missione era stato designato Metodio, con il titolo di arcivescovo Pannoniensis e arcivescovo Marabensis. La missione di Metodio si rivolgeva soprattutto agli slavi, tanto che, dopo aver tradotto la Bibbia e i libri liturgici, ottenne il privilegio di celebrare la liturgia nella loro lingua.
In qualche modo però il progetto di Metodio si sovrapponeva alle preesistenti missioni dei vescovi franchi della Baviera: Salisburgo, Passavia, Frisinga e Ratisbona, che avevano intrapreso un'importante attività di evangelizzazione con il pieno sostegno delle autorità carolinge del regno dei franchi orientali. Un episodio importante era stato il battesimo in massa dei Moravi compiuto da Reginardo vescovo di Passavia nell'831 al quale era seguita la costruzione di chiese.
Gli attriti fra i missionari si acuirono al punto che Metodio fu detenuto a Reichenau da Ermanrico vescovo di Passavia e fu liberato solo dopo l'intervento di papa Adriano II.
L'arcidiocesi di Metodio non aveva una sede stabile, ma, in un contesto politicamente fluido, mirava a stabilire sedi residenziali. Nitra fu l'unica sede effettivamente eretta e anche l'unico riferimento territoriale certo dell'attività di Metodio. L'intero progetto fu messo in crisi dall'invasione dei Magiari fra la fine del IX e l'inizio del X secolo, che contribuì anche un'inversione di tendenza nella politica missionaria romana, attuata da papa Stefano V, che rinnega l'esperienza di Metodio e la liturgia slava. Per circa un secolo, fino alla conversione dei Magiari sotto il regno di Santo Stefano (1001), si perde ogni traccia di attività della sede di Nitra.
Il 2 settembre 1937 per effetto della bolla Ad ecclesiastici di papa Pio XI divenne una diocesi immediatamente soggetta alla Santa Sede, cessando di far parte della provincia ecclesiastica di Esztergom.
Il 30 dicembre 1977, quando è stata creata la metropolia slovacca di Trnava, Nitra ne divenne suffraganea.
Con il riordino delle circoscrizioni ecclesiastiche della Slovacchia occidentale del 14 febbraio 2008 la diocesi di Nitra ha subito una radicale variazione territoriale, cedendo a nord la regione di Žilina a vantaggio dell'erezione della diocesi di Žilina e incorporando a sud una porzione del territorio appartenuto all'arcidiocesi di Bratislava-Trnava. Contestualmente è divenuta suffraganea dell'arcidiocesi di Bratislava.

## Cronotassi dei vescovi
Si omettono i periodi di sede vacante non superiori ai 2 anni o non storicamente accertati.
- Wiching † (giugno 880 - 891)
- Anonimo † (900 - 906) (?)
- Bystrík † (1005 ? - 27 settembre 1047 deceduto)
- Gerváz † (1106 - ?)
- Mikuláš I † (menzionato nel 1133)
- Pavol (Šavol) † (1137- ?)
- Ján I † (1156 - ?)
- Tomáš I † (1165 - ?)
- Eduard † (1168 - dopo il 1198 deceduto)
- Ján II † (prima del 1204 - dopo luglio 1222)
- Vincent I ? † (1220 - 1222)[11]
- Jakob I † (menzionato dal 1223 al 1234)
- Adam I † (1241 - 1241 deceduto)
  - Bartolomäus † (1242 - 1243) (vescovo eletto)
- Adam II † (menzionato dal 1244 al 1252)
- Mikuláš II † (menzionato nel 1253)
- Vincent II † (menzionato dal 1255 al 1269)
- Philipp I † (menzionato nel 1272)
- Peter I † (menzionato nel 1280)
- Pascház † (menzionato dal 1289 al 1297)
- Ján III † (menzionato dal 1302 al 1328)
- Meško Piastovec † (1328 - 26 aprile 1334 nominato vescovo di Veszprém)
- Vitus de Castroferreo, O.F.M. † (11 maggio 1334 - circa 1347 deceduto)
- Miklós Keszei † (23 maggio 1347 - 11 gennaio 1350 nominato vescovo di Zagabria)
- Štefan I de Insula, O.E.S.A. † (11 gennaio 1350 - 10 febbraio 1367 nominato arcivescovo di Kalocsa)
- Ladislav I de Demjen † (26 febbraio 1367 - 27 ottobre 1372 nominato vescovo di Veszprém)
- Dominik de Novoloco, O.E.S.A. † (27 ottobre 1372 - ?)
  - Demeter I † (1387 - 25 ottobre 1387 nominato vescovo di Veszprém) (vescovo eletto)
- Gregor I † (24 ottobre 1388 - ?)
- Michal II † (10 marzo 1393 - ?)
- Peter II † (16 giugno 1399 - ?)
- Hinco † (prima del 1404 - 1427 deceduto)
- Juraj † (1º giugno 1429 - 1437 deceduto)
- Dénes Szécsi † (21 aprile 1438 - 5 giugno 1439 nominato vescovo di Eger)
- Ladislav II † (1440 - 1447 dimesso)
- Mikuláš IV † (15 gennaio 1449 - ?)
- Albert Hangáč † (1458 - 16 giugno 1458 nominato vescovo di Veszprém)
- Eliáš † (1460 - 1463 deceduto)
- Tomáš Debrenthey † (13 gennaio 1463 - 1480)
- Gregor II, O.F.M. † (1º ottobre 1484 - 1492 deceduto)
- Anton † (2 gennaio 1493 - 1500 deceduto)
- Mikuláš de Bačka † (5 giugno 1501 - 21 giugno 1503 nominato vescovo di Transilvania)
- Zsigmond Thurzó † (4 agosto 1503 - 15 novembre 1504 nominato vescovo di Transilvania)
- Štefan Podmanický † (19 dicembre 1505 - 1530)
- Ján Thurzó †
- František Thurzó † (4 luglio 1550 - 1557 deposto)
- Pavol Abstemius-Bornemissa † (17 luglio 1560 - 1579 deceduto)
- Zakariás Mossóczy † (7 ottobre 1583 - 10 aprile 1586 deceduto)
- István Fejérkővy † (19 dicembre 1588 - 7 giugno 1596 nominato arcivescovo di Esztergom)
- Ferenc Forgách † (2 agosto 1599[12] - 5 novembre 1607 nominato arcivescovo di Esztergom)
- Štefan Szuhay † (1607 - 9 giugno 1608 deceduto)
- Valentín Lépeš † (16 settembre 1609 - 1619 nominato arcivescovo di Kalocsa)
  - Ján Telegdy † (marzo 1619 - settembre 1644 deceduto) (non confermato)
  - Štefan Bošnák † (1644 - 23 settembre 1644 deceduto) (non confermato)
  - János Püsky † (13 settembre 1644 - 1648) (non confermato)
- Juraj Pohronec-Slepčiansky † (11 marzo 1652 - 22 agosto 1667 nominato arcivescovo di Esztergom)
- Leopold Karl von Kollonitsch † (30 aprile 1668 - 19 maggio 1670 nominato vescovo di Wiener Neustadt)
- Tomáš Pálffi † (14 dicembre 1671 - 6 maggio 1679 deceduto)
- Ján Gubasóczy † (13 maggio 1680 - 10 aprile 1686 deceduto)
- Peter Korompaj † (24 novembre 1687 - 12 maggio 1690 deceduto)
  - Jakub Haško † (6 giugno 1690 - 1691 dimesso) (non confermato)
- Blažej Jáklin † (26 novembre 1691 - 19 ottobre 1695 deceduto)
- Ladislav Maťašovský † (18 giugno 1696 - 10 maggio 1705 deceduto)
- Ladislav Adam Erdödi † (21 febbraio 1706 - 10 maggio 1736 deceduto)
- Johann Ernst Harrach † (30 settembre 1737 - 16 dicembre 1739 deceduto)
- Imrich Esterházi † (29 maggio 1741 - 29 novembre 1763 deceduto)
- Ján Gustíni-Zubrohlavský † (29 novembre 1763 succeduto - 31 gennaio 1777 deceduto)
  - Sede vacante (1777-1780)
- Anton de Révaj † (18 settembre 1780 - 26 dicembre 1783 deceduto)
  - Sede vacante (1783-1788)
- František Xaver Fuchs † (10 marzo 1788 - 20 agosto 1804 nominato vescovo di Eger)
  - Sede vacante (1804-1808)
- Jozef Kluch † (11 luglio 1808 - 31 dicembre 1826 deceduto)
- József Vurum † (17 settembre 1827 - 2 maggio 1838 deceduto)
- Imrich Palugyay † (18 febbraio 1839 - 27 luglio 1858 deceduto)
- Ágoston Roskoványi † (15 aprile 1859 - 24 febbraio 1892 deceduto)
- Imrich Bende † (19 gennaio 1893 - 26 marzo 1911 deceduto)
- Vilmos Batthyány † (18 marzo 1911 succeduto - 16 dicembre 1920 dimesso[13])
- Karel Kmetko † (16 dicembre 1920 - 22 dicembre 1948 deceduto)
  - Sede vacante (1948-1973)
  - Eduard Nécsey † (1949 - 19 giugno 1968 deceduto) (amministratore apostolico)
- Ján Pásztor † (19 febbraio 1973 - 8 novembre 1988 deceduto)
- Ján Chryzostom Korec, S.I. † (6 febbraio 1990 - 9 giugno 2005 ritirato)
- Viliam Judák, dal 9 giugno 2005

## Statistiche
La diocesi nel 2023 su una popolazione di 689.597 persone contava 573.590 battezzati, corrispondenti all'83,2% del totale.
| anno | popolazione | popolazione | popolazione | presbiteri | presbiteri | presbiteri | presbiteri                | diaconi | religiosi | religiosi | parrocchie |
| anno | battezzati  | totale      | %           | numero     | secolari   | regolari   | battezzati per presbitero | diaconi | uomini    | donne     | parrocchie |
| ---- | ----------- | ----------- | ----------- | ---------- | ---------- | ---------- | ------------------------- | ------- | --------- | --------- | ---------- |
| 1949 | 465.323     | 506.959     | 91,8        | 349        | 278        | 71         | 1.333                     |         | 190       | 650       | 150        |
| 1969 | 628.775     | 690.953     | 91,0        | 206        | 194        | 12         | 3.052                     |         | 12        |           | 150        |
| 1980 | 748.687     | 805.000     | 93,0        | 223        | 223        |            | 3.357                     |         |           |           | 163        |
| 1990 | 750.000     | 885.000     | 84,7        | 199        | 199        |            | 3.768                     |         |           |           | 150        |
| 1999 | 679.333     | 871.059     | 78,0        | 295        | 243        | 52         | 2.302                     | 5       | 92        | 557       | 160        |
| 2000 | 677.161     | 867.383     | 78,1        | 311        | 257        | 54         | 2.177                     | 8       | 129       | 522       | 161        |
| 2001 | 678.779     | 866.647     | 78,3        | 324        | 267        | 57         | 2.094                     | 8       | 161       | 559       | 162        |
| 2002 | 699.010     | 859.292     | 81,3        | 346        | 282        | 64         | 2.020                     | 7       | 167       | 496       | 163        |
| 2003 | 704.223     | 843.589     | 83,5        | 347        | 280        | 67         | 2.029                     | 8       | 154       | 511       | 163        |
| 2004 | 703.322     | 838.861     | 83,8        | 364        | 298        | 66         | 1.932                     | 8       | 157       | 495       | 167        |
| 2013 | 587.000     | 710.900     | 82,6        | 336        | 270        | 66         | 1.747                     | 1       | 102       | 212       | 196        |
| 2016 | 568.895     | 685.187     | 83,0        | 338        | 275        | 63         | 1.683                     | 1       | 79        | 200       | 197        |
| 2019 | 568.624     | 684.508     | 83,1        | 339        | 281        | 58         | 1.677                     | 1       | 75        | 184       | 197        |
| 2021 | 570.135     | 684.604     | 83,3        | 347        | 292        | 55         | 1.643                     | 3       | 70        | 156       | 196        |
| 2023 | 573.590     | 689.597     | 83,2        | 339        | 287        | 52         | 1.692                     | 6       | 67        | 170       | 196        |